# 新潟県済生会三条病院
新潟県済生会三条病院（にいがたけんさいせいかいさんじょうびょういん）は、新潟県三条市において恩賜財団済生会支部新潟県済生会が開設運営する医療機関である。

## 沿革
- 1931年（昭和6年） - 三条町立診療所開設。
- 1934年（昭和9年） - 三条市立診療所となる。
- 1943年（昭和18年）4月 - 恩賜財団済生会三条病として開設。
- 1952年（昭和27年）5月 - 社会福祉法人恩賜財団済生会支部新潟県済生会三条病院に改める。
- 1975年（昭和50年）12月 - 救急告示病院に指定される。
- 1996年（平成8年）11月 - 災害拠点病院に指定される。

## 診療科目
- 内科
- 循環器内科
- 呼吸器内科
- 消化器内科
- 腎臓内科
- 小児科
- 外科
- 消化器外科
- 乳腺外科
- 肛門外科
- 整形外科
- 皮膚科
- 泌尿器科
- 産婦人科
- 眼科
- 耳鼻咽喉科
- リハビリテーション科
- 放射線科
- 麻酔科
- 歯科

## 指定
- 保険医療機関
- 災害拠点病院
- 救急告示病院
- 指定自立支援医療機関（育成医療・更生医療・精神医療）
- 労災保険指定医療機関
- 臨床研修指定病院
- 生活保護法指定医療機関
- 母体保護法指定医療機関
- 結核予防法指定医療機関
- 被爆者一般疾病医療機関

## 交通
病院公式サイト「交通アクセス」も参照
公共交通
- 越後交通「済生会三条病院」バス停が正面玄関に設けられている。
  - 東三条駅 - 当院の路線のほか、東三条駅 - 当院 - 燕駅方面・寺泊車庫方面・長岡駅方面の路線が発着する[1]。
  - 三条市が運行する循環バス「ぐるっとさん」やデマンド交通「ひめさゆり」も発着する。
- JR燕三条駅から南へ約2.5 km。タクシーで約7分。

車
- 北陸自動車道 三条燕ICより約7分。

## 周辺
- 三条市立第一中学校
- 国道8号
- 国道403号